# 凯斯·杰瑞
凯斯·杰瑞（英語：Keith Jarrett，1945年5月8日—），美國爵士樂與古典鋼琴家，作曲家。
早期與鼓手Art Blakey合作。後來和薩克斯風手Charles Lloyd、小号手Miles Davis合作。
1983年，和低音提琴手Gary Peacock還有鼓手Jack DeJohnette組成了他個人的鋼琴三重奏。